# Лубартов
Лубартов (пољ. Lubartów) град је у Пољској у Војводству лублинском. По подацима из 2012. године број становника у месту је био 22 654.

## Становништво
| 2012.  |
| ------ |
| 22 654 |